# Saison 3 de MASH

Cet article présente le guide de la troisième saison de la série MASH.

## Épisode 1:Le Général disjoncte
- États-Unis : 10 septembre 1974

- Harry Morgan (Major General Bartford Hamilton Steele)
- Teddy Wilson (Marty Williams)
- Brad Trumbull (Colonel Atkins)
- Dennis Erdman (Harrison)

## Épisode 2:Le Pont du point du jour
- États-Unis : 17 septembre 1974

- Mako (Captain Dr. Lin Tam)
- Loudon Wainwright (Captain Calvin Spalding)

## Épisode 3:L'Officier du jour
- États-Unis : 24 septembre 1974

- Tad Horino (1st Korean)
- Mitchell Sakamoto (inconnu)
- Norman Hamano (inconnu)
- Tom Lawrence (inconnu)
- Mary Katherine Peters (infirmière)

## Épisode 4:L'Homme aux nerfs d'acier
- États-Unis : 1er octobre 1974

- Keene Curtis (Colonel Wortman)
- Alberta Jay (Anesthetist)
- James Gregory (General 'Iron Guts' Kelly)

## Épisode 5:Coup de feu
- États-Unis : 8 octobre 1974

- Bobby Herbeck (Patient)
- Orlando Dole (Ethiopean Soldier)
- Jeanne Schuller (Anaesthetist)

## Épisode 6:C'est le printemps
- États-Unis : 15 octobre 1974

- Alex Karras (Lyle Wesson)
- Mary Kay Place (Louise)
- Greg Mabrey (Pascoe)

## Épisode 7:Visite médicale
- États-Unis : 22 octobre 1974

## Épisode 8:La Cérémonie
- États-Unis : 29 octobre 1974

- Sachiko Penny Lee (Chim Sa)

## Épisode 9:La section est à l'eau
- États-Unis : 12 novembre 1974

## Épisode 10:Vivent les infirmières
- États-Unis : 19 novembre 1974

- Loudon Wainwright (Captain Calvin Spalding)
- Jeanne Schuller (Frank's Bride)

## Épisode 11:Le Soldat carnivore
- États-Unis : 26 novembre 1974

- Basil Hoffman (Major Pfeiffer)
- Joseph Stern (Master Sergeant Tarola)

## Épisode 12:Une journée bien remplie
- États-Unis : 3 décembre 1974

- William Watson (Lt. Smith)
- Sirri Murad (Turkish Soldier)
- Curt Lowens (Colonel Blanche)
- Michael Keller (Lt. LeClerq)

## Épisode 13:Une histoire de fou
- États-Unis : 10 décembre 1974

- Michael O'Keefe (Corporal Travis)
- Shizuko Hoshi (Rosie)
- Arthur Song (Korean Man)

## Épisode 14:Agneau en péril
- États-Unis : 31 décembre 1974

- Ted Eccles (Chapman)
- Titos Vandis (Colonel Andropolis)

## Épisode 15:Pas moyen d'être tranquille
- États-Unis : 7 janvier 1975

- Louisa Moritz (Nurse Sanchez)
- Edward Marshall (Delbass)

## Épisode 16:Bulletin de service
- États-Unis : 14 janvier 1975

## Épisode 17:Médecin, vous avez dit médecin
- États-Unis : 21 janvier 1975

- Robert Alda (Dr. Anthony Borelli)
- Joseph Maher (Major Taylor)
- Tad Horino (barman)

## Épisode 18:Arrêt de rigueur
- États-Unis : 4 février 1975

- Mary Wickes (Colonel Rachel Reese)

Une joute verbale, pour une fois, finit mal lorsque Houlihan exige que Burns fasse quelque chose, et Hawkeye finit par frapper Burns. Ce dernier exige que Hawkeye passe en cour martiale. Lorsque Hawkeye apprend que ça veut dire être consigné dans ses quartiers, il accepte volontiers. Un colonel arrive, c'est une infirmière vétéran très qualifiée, d'un certain âge, mais qui n'en est pas moins après les hommes. Ce soir là, ils jouent un film avec Gene Tierney
- Hawkeye étant en détention, ils jouent le film dans la tente des officiers chirurgiens, et Burns est furieux du désordre provoqué.

## Épisode 19:Recherche chirurgien désespérément
- États-Unis : 11 février 1975

## Épisode 20:Amour et mariage
- États-Unis : 18 février 1975

- Pat Li (Soong Hi)
- Robert Gruber (Sergeant)
- Jeanne Joe (Mrs. Kwang)
- Dennis Dugan (Danny McShane)

## Épisode 21:Big Mac
- États-Unis : 25 février 1975

- Graham Jarvis (Colonel Whiteman)
- Loudon Wainwright (Captain Calvin Spalding)
- Bob Courtleigh (inconnu)
- Jeanne Schullerr (infirmière)

## Épisode 22:Jour de solde
- États-Unis : 4 mars 1975

- Jack Soo (Quoc)
- Eldon Quick (Captain Sloan)
- Mary Katherine Peters (infirmière)
- Pat Marshall (Lt. Nelson)

## Épisode 23:L'Or blanc
- États-Unis : 11 mars 1975

- Hilly Hicks (Perkins)
- Stafford Repp (Sergeant Clay)
- Michael A. Salcido (Rodriquez)
- Daniel Thorpe (Morris)

## Épisode 24:Adieu Henry
- États-Unis : 18 mars 1975

- Kimiko Hiroshige (Korean Woman)
- Virginia Lee (inconnu)
- Cherylene Lee (inconnu)
- Ray Poss (inconnu)

L'information arrive que Henry est rendu à la vie civile. L'unité s'occupe de célébrer son départ, Burns se prépare au commandement.